# Jutranja kronika
Jutranja kronika je osrednja jutranja informativna oddaja Radia Slovenija. Sestoji iz dveh oddaj, to sta Prva jutranja kronika, na sporedu med delavniki ob 5.30 uri, in Druga jutranja kronika, na sporedu vsak dan ob 7. uri, ki je obenem tudi najbolj poslušana radijska oddaja v Sloveniji. V oddaji so obravnave informativne vsebine iz slovenske državne in lokalne ravni ter sveta. 

## Vsebina

### Prva jutranja kronika
Prva jutranja kronika je na sporedu vsak delavnik ob 5.30 uri. V živo jo prenašajo programi Prvi (1. program Radia Slovenija), Val 202, Radio Maribor in Radio Koper. Oddajo, dolgo okoli 10 minut, skupaj vodita voditelj in napovedovalec radia Prvi. Prva jutranja kronika se zaključi s športnim delom, ki ga vodi novinar športne redakcije. Prispevki so nekoliko krajši kot v Drugi jutranji kroniki.

### Druga jutranja kronika
Druga jutranja kronika je na sporedu vsak dan ob 7.00 uri. V živo jo prenašajo programi Prvi, Val 202, Ars in Radio Maribor. Oddajo, dolgo okoli 20 minut, vodita dva voditelja. Druga jutranja kronika se zaključi s športnim delom, ki ga vodi novinar športne redakcije. Poleg prispevkov so v oddaji mestoma tudi krajši pogovori, denimo z drugimi novinarji ali dopisniki.
Ob sobotah in nedeljah se oddaja imenuje le Jutranja kronika. Vodita jo voditelj in napovedovalec radia Prvi, dolga je do 20 minut.

## Zvočna podoba
Zvočna podoba Jutranjih kronik se je skozi čas večkrat spreminjala. Avtor trenutne je skladatelj Sebastijan Duh, posnel jo je Simfonični orkester RTV Slovenija. Ime oddaje prebere napovedovalec Bernard Stramič. 